# 1955 McMath
1955 McMath је астероид главног астероидног појаса са средњом удаљеношћу од Сунца која износи 2,853 астрономских јединица (АЈ).
Апсолутна магнитуда астероида је 11,9.